# 청주 최명길 묘소
청주 최명길 묘소(淸原 崔鳴吉 墓所)는 대한민국 충청북도 청주시 청원구 북이면 대율리에 있는, 조선 중기 문신인 지천(遲川) 최명길(1586∼1674)의 묘소이다. 1984년 12월 31일 충청북도의 기념물 제68호로 지정되었다.

## 개요
조선 중기 문신인 지천(遲川) 최명길(1586∼1674)의 묘소이다.
일찍이 이항복 문하에서 학문을 배웠으며 문장과 글씨에 뛰어났다. 선조 38년(1605) 문과에 급제하여 여러 관직을 거쳤다. 광해군 6년(1614) 명나라와의 문제로 관직을 박탈당하였다가 1623년 인조반정의 공신이 되어 완성부원군이 되었다. 인조 14년(1636) 병자호란 때 청과 화의를 맺을 것을 주장하여 전쟁을 해결하였으며 다음해에 영의정에 올랐다.
봉분이 3기이며 가운데 있는 선생의 봉분 아래에는 둘레석을 둘렀다. 묘소 앞에는 신도비(神道碑:왕이나 고관 등의 평생업적을 기리기 위해 무덤 근처 길가에 세운 비)가 있는데 숙종 28년(1702)에 세운 것이다.

## 같이 보기
- 최명길

## 참고 문헌
- 청주 최명길 묘소 - 국가유산청 국가유산포털